# Chamaebatia australis
Chamaebatia australis là loài thực vật có hoa trong họ Hoa hồng. Loài này được (Brandegee) Abrams mô tả khoa học đầu tiên năm 1907.

## Hình ảnh

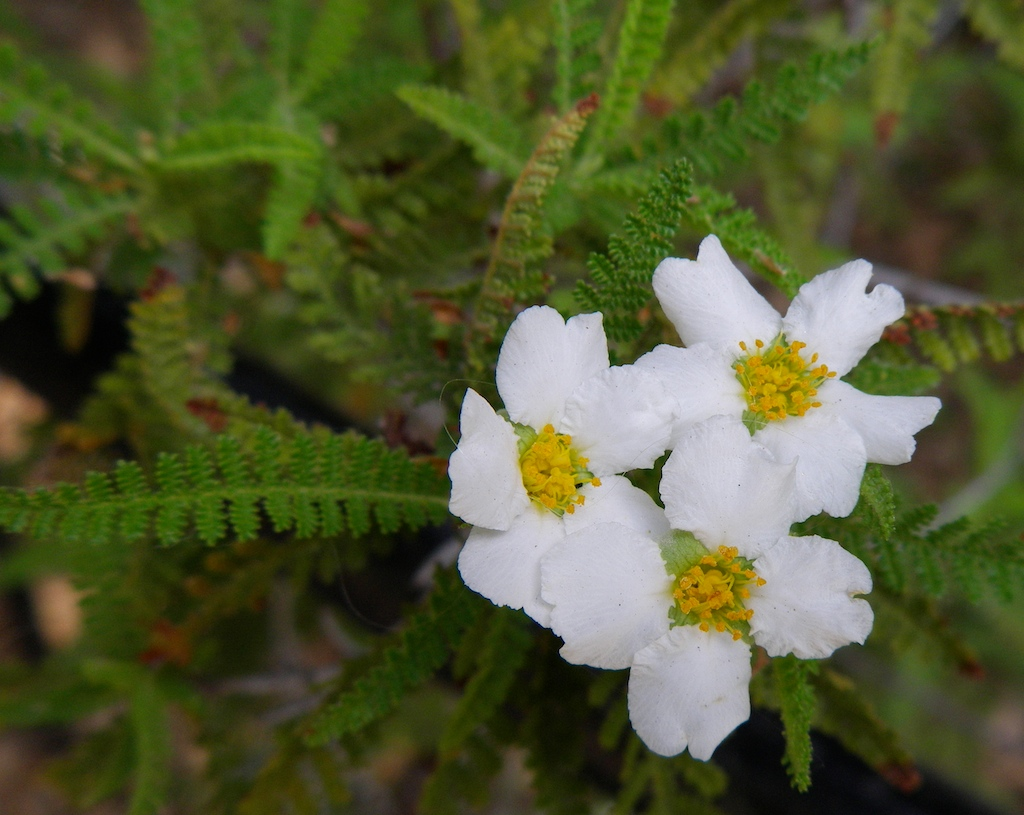
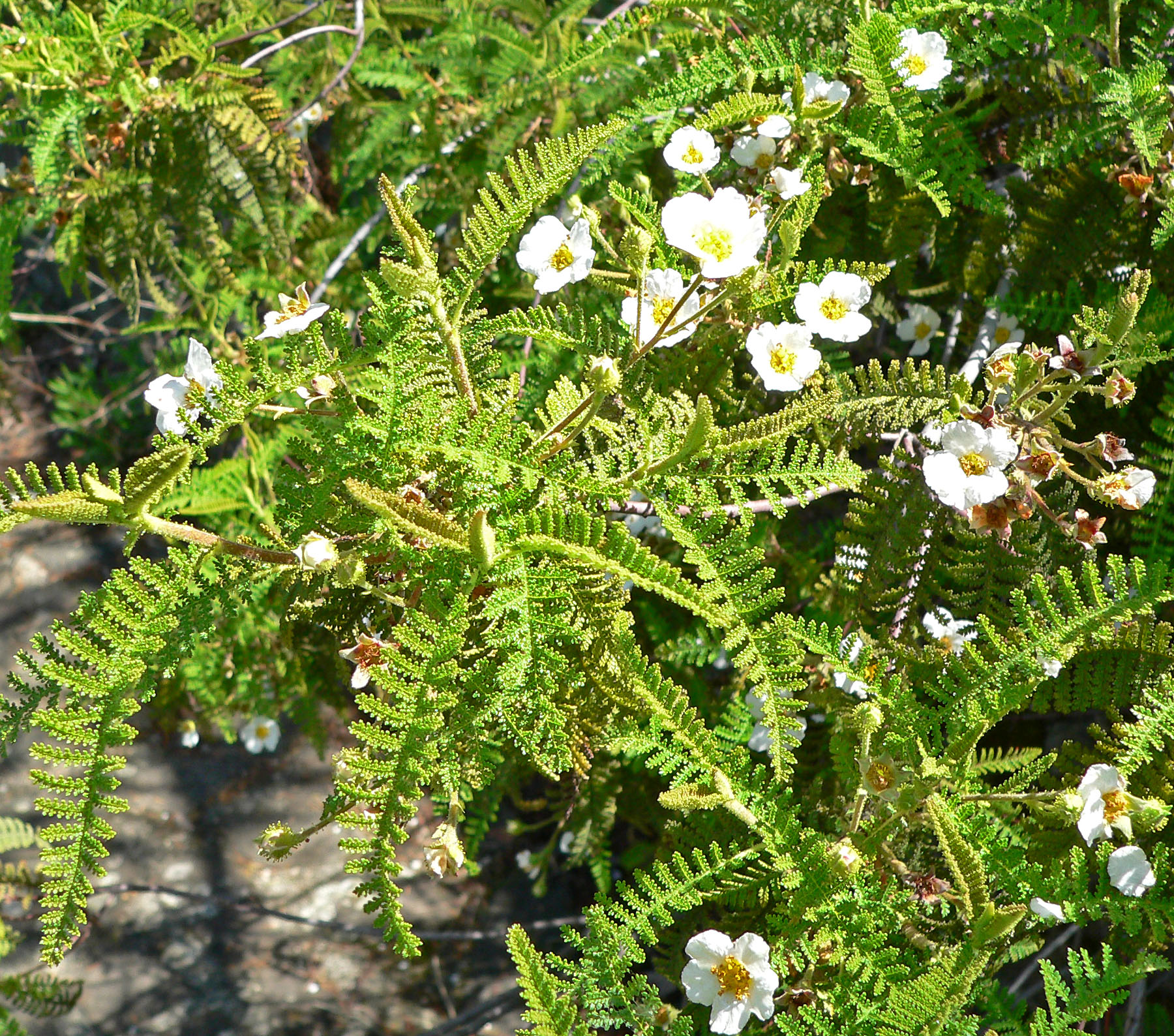
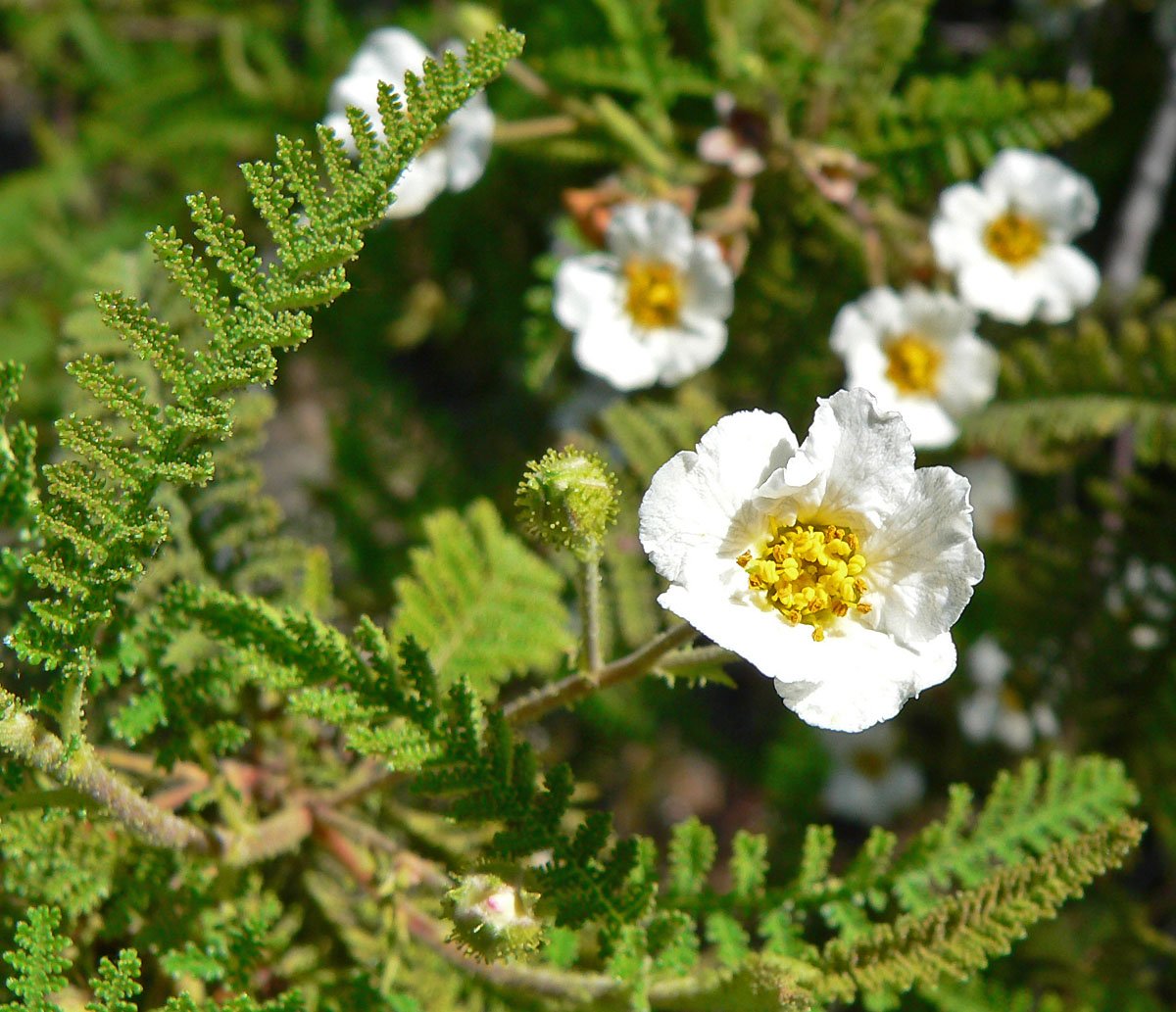
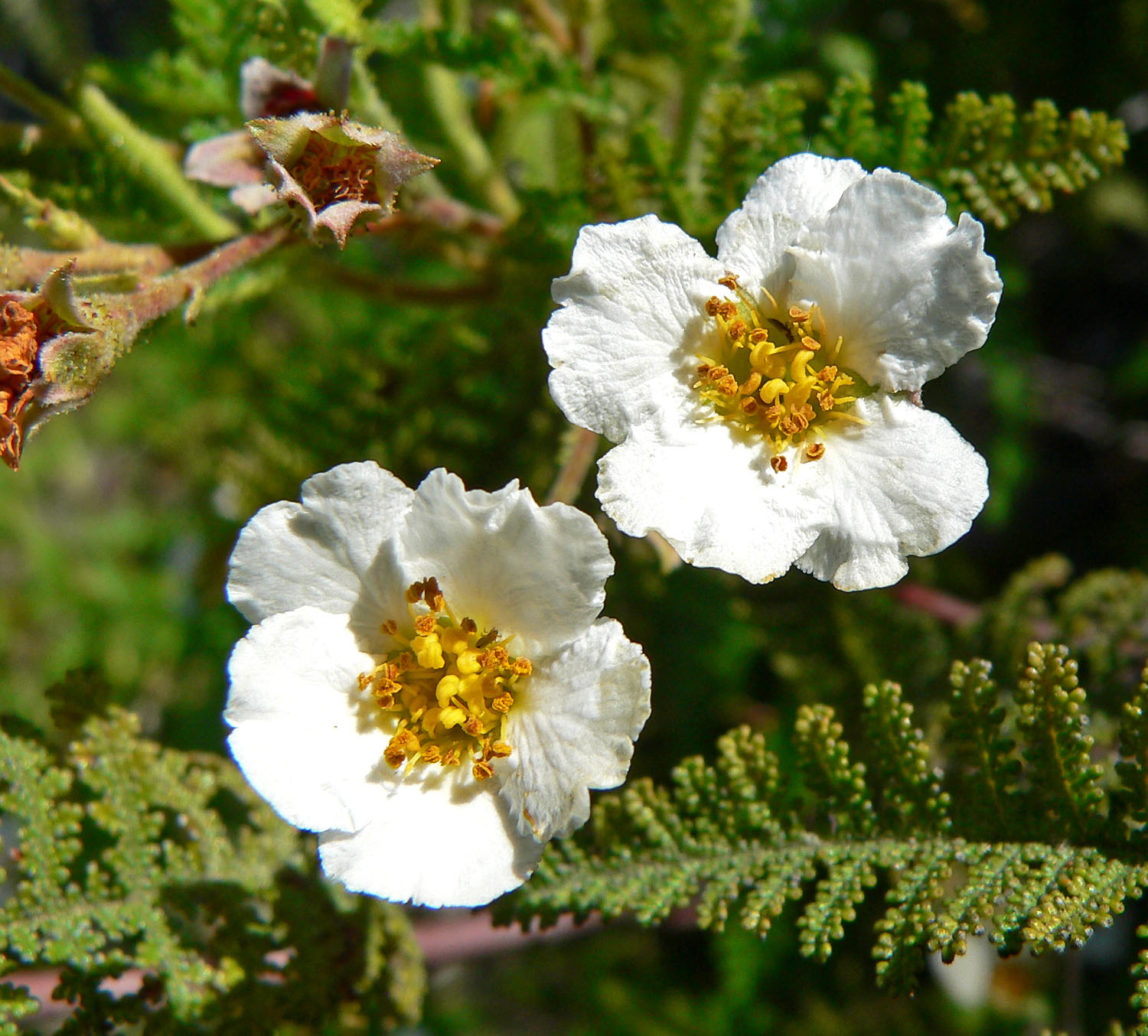